# فهرست هنرمندان ارمنی
در زیر فهرست هنرمندان ارمنی‌تبار آورده شده‌است

## A
- خاچیک آبراهامیان – نقاش
- آریل آجمیان – نقاش
- کارن آقامیان – نقاش
- ایوان آیوازوفسکی – نقاش
- یوهانا الارمنی – نقاش
- گغام آلکسانیان – نقاش، مجسمه‌ساز
- شاهان آرتسرونی – نوازنده پیانو کلاسیک
- آشوت آواگیان - نقاش
- کاراپت آدامیان – نقاش
- ادوارد آودیسیان – نقاش
- آندرانیک آوتیسیان – نقاش
- هوهانس آوتیسیان – نقاش
- میناس آوتیسیان – نقاش

## B
- آرکادی باغداساریان، نقاش
- گوروگ باشینجاقیان – نقاش

## C
- ژان گرزو – نقاش
- ادگار شاهین – نقاش
- داویت چیراکجیان – نقاش
- مکرتیچ جیوانیان – نقاش

## D
- آرتو در هاروتیونیان – نقاش
- جان دالمایان – موسیقیدان
- رن دودوکجیان – طراح مد

## G
- لری گاگوسیان – کلکسیونر شخصی
- هاروتیون گالنتس – نقاش عثمانی
- چارلز کاراپتیان – نقاش
- اکاترینی گگیسیان - هنرمند معاصر
- آرشیل گورکی – نقاش
- استلا گریگوریان – نقاش، مجسمه‌ساز
- Guedel, Kaloust – نقاش، مجسمه‌ساز
- آرا گولر – عکاس

## H
- ماریام هاکوبیان – مجسمه‌ساز

## J
- ژان ژانسم – نقاش

## K
- زاره گالفایان – نقاش
- مالاک کارش – عکاس چشم‌انداز
- یوسف کارش – عکاس پرتره کانادایی زاده مصر
- سارگیس خاچاتریان – artist
- جکی قازاریان – نقاش، هنرمند video و installation
- امیل کازاز – مجسمه‌ساز، نقاش
- گارگین خاچاتریان – مجسمه‌ساز-سرامیک، نقاش
- رافیک خاچاتریان – مجسمه‌ساز
- سرگئی خاچاتریان – classical violinist
- آرام خاچاتوریان – آهنگ‌ساز
- اونترونیک خاچاتریان – موسیقیدان، ترانه‌سرا
- گریگور خانجیان – نقاش
- یرواند کوچار – مجسمه‌ساز، نقاش
- کومیتاس وارداپت – آهنگ‌ساز، رفتارشناس موسیقی

## M
- لودویگ ماکتاریان – هنرمند
- دارون ملکیان – موسیقی‌دان زاده ایالات متحده آمریکا
- خانواده ماناس – خانواده نقاشان
- واهرام ماناویان – نقاش
- آرمان مانوکیان – نقاش
- مارتیروس مانوکیان – نقاش
- هریپسیمه مارگاریان – نقاش
- آرمنوهی مارتیروسیان –  نقاش abstract
- مارگاریتا ماتولیان – مجسمه‌ساز[۱]
- آشوت ملکونیان – نقاش
- آلن میکلی – designer
- وارتنی موسدیچیان – نقاش
- زاره موسکوفیان – نقاش

## P
- آرتاوازد پلشیان – فیلم‌ساز
- دنیس پتروسیان – نقاش
- آرو پتروسیان – نقاش، هنرمند افتخاری جمهوری ارمنستان
- پتروس پتروسیان – نقاش
- هوسپ پوشمان – نقاش

## R
- توروس روسلین – نقاش قرون وسطی

## S
- کامو ساهاکیان
- سورن سافاریان
- وارتگس سورنیانس
- Sarkissian, Ararat – نقاش
- آرتور سارگسیان – نقاش
- آرشاک سارگسیان – نقاش
- ماردیروس ساریان – نقاش
- ماریام شاهینیان – عکاس
- هریپسیمه سیمونیان – مجسمه‌ساز، هنرمند مردمی ارمنستان
- نارینه سیمونیان – organist, نوازنده پیانو و music director
- پتروس سیرابیان – نقاش
- گاگیک سیراویان – نقاش
- نونه سیراویان – نقاش، theatre critic
- مارو سارگسیان – نقاش
- کارن سمباتیان – نقاش

## T
- سرژ تانکیان – موسیقیدان
- پانوس ترلمزیان – نقاش
- آوت ترتریان – آهنگ‌ساز کلاسیک
- آردو تونجبویاجیان – موسیقی‌دان آوانگارد فولک ارمنی‌تبار ترکیه
- لوون توتونچیان – نقاش
- نونه تومانیان – مجسمه‌ساز

## V
- والمار – نقاش. هنرمند مردمی جمهوری ارمنستان (۲۰۱۵)
- وارطان واهرامیان – موسیقیدان، نقاش
- آرمن وارداپتیان – جواهرساز، هنرمند، مجسمه‌ساز. هنرمند فولک هنر کاربردی

## Y
- کاراپت یازماچیان – نقاش